# رئيس-الوزراء

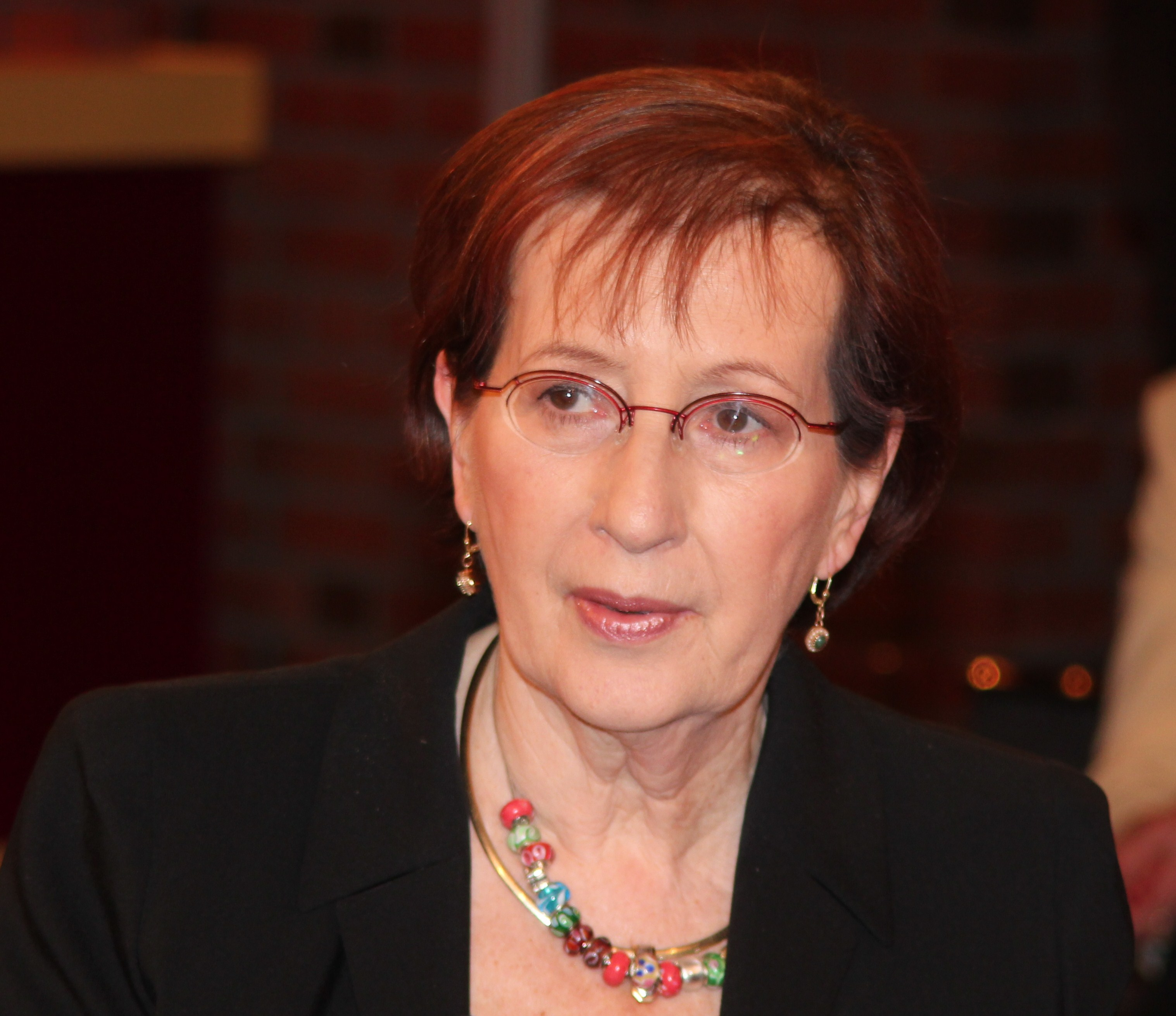

الوزير - الرئيس أو الوزير هو رئيس الحكومة في عدد من البلدان الأوروبية أو الحكومات دون الوطنية التي لديها نظام حكم برلماني أو شبه رئاسي حيث يرأسون مجلس الوزراء. وهو مصطلح بديل عن رئيس الوزراء، رئيس الوزراء، رئيس وزراء أو وزير أول وتشبه إلى حد بعيد على لقب رئيس مجلس الوزراء.

## المصطلح
في البلدان الناطقة باللغة الإنجليزية، قد يطلق على المؤسسات المماثلة رؤساء الوزراء أو الوزراء الأوائل (عادةً على المستوى دون الوطني) أو رؤساء الوزراء (عادةً على المستوى الوطني). يتكون الجمع في بعض الأحيان بإضافة s إلى الوزير وأحيانًا بإضافة s إلى الرئيس.
يستخدم المصطلح، على سبيل المثال، ترجمة ( ترجمة اقتراضية ) للكلمة الألمانية Ministerpräsident.

## النمسا
انظر: قائمة الوزراء - رئيس النمسا.

## بلجيكا
نرى:
- الوزير - رئيس إقليم بروكسل العاصمة
- وزير رئيس فلاندرز
- الوزير - رئيس الجالية الفرنسية
- الوزير - رئيس إقليم والون
- الوزير رئيس الجالية الناطقة بالألمانية

## ألمانيا
رئيس الوزراء هو رئيس حكومة ولاية.

## النرويج
في النرويج، عقد فيدكون كويزلينج، رئيس الحكومة التعاونية من عام 1942 إلى عام 1945 خلال الاحتلال الألماني في الحرب العالمية الثانية، لقب وزير - رئيس (بالنرويجية ، رئيس وزراء ).

## الجمهورية الروسية
خلال جمهورية روسية قصيرة العمر، تم تأسيس منصب الوزير الرئيس. تم اختيار ألكسندر كيرينسكي لقيادة الحكومة المؤقتة.